# بير بوروخوف
دوف بير بوروخوف (بالروسية: Дов-Бер Борохов) ‏(3 يوليو 1881 - 17 ديسمبر 1917) كان أحد أسلاف الصهيونية الاشتراكية ومن مؤسسي حزب پوعالي صهيون (عمال صهيون) وزعمائه. كان أيضًا رائدًا في دراسة اللغة اليديشية.
استندت نظرية بوروخوف (التي يطلق عليها «بوروخوفية»، وبشكل رسمي، «منصتنا»)، على الثورة الصناعية الثانية، والتي رفضت الصناعة الصغيرة. هذا الضغط، بالتوازي مع معاداة السامية، ادى إلى هجرة اليهود من روسيا إلى أوروبا وقارة امريكا، وبشكل أساسي إلى الولايات المتحدة والأرجنتين. إلى جانب اليهود هاجر القوميون الآخرون. نتيجة لذلك، نشرت الهجرة الجماعية العامة «المشكلة اليهودية» في العالم. عمل العمال اليهود لصالح الرأسماليين اليهود، الذين لم يتمكنوا من التعامل مع الشركات الأكبر والأكثر تقدماً. طُرد العمال اليهود من المصانع الكبيرة بسبب معاداة السامية، المنافسة، الاجور والجوع. من هنا وفقا لبوروخوف، يجب أن يكون اليهود في مكان لا يجذب فيه المهاجرون الآخرون بسبب فشلهم الاقتصادي. هذا المكان هو أرض إسرائيل.

## سيرته
ولد بوروخوف في 3 يوليو 1881، في بلدة زولوتونوشا، في مقاطعة بولتافا للإمبراطورية الروسية، في نطاق المناطق اليهودية (منذ عام 1991 في أوكرانيا). حاول والده موشيه أهارون، الذي كان مدرسًا عبريًا متعلمًا وعشيقًا لصهيون، إنشاء مدرسة في المدينة، لكن دون جدوى. بعد شهرين من ولادة دوف بير، «بوريا» كما كانت تسميه عائلته، انتقلت الأسرة إلى عاصمة مقاطعة بولتافا، حيث نشأ بوريا وتعلم يمدرسة عامة، عندما كان والده يختبئ في أنشطة محبي صهيون، بسبب كونه مدرسًا يخضع مباشرة للسلطات التعليمية، وبالتالي كان عليه أن يكون شخصا موثوقا به سياسيا، ومعارض للاسس القائمة للنظام الحالي.
اعتبر بوريا عبقريا لبولتافا، واستثمر الأب في دراسات ابنه، والتي قبل امتحاناته لم يكن يقرأ الكتب المدرسية، لقد تعلم اللغة السنسكريتية، اللاتينية، اليونانية، الفرنسية، الألمانية والجبر. اهتم الأب من أن يتعلم بوريا اللغة اليديشية، التي كانت لغة الكلام، ويتعلم العبرية كلغة تعليم في الغرفة التي درس فيها التوراة، ويتعلم الروسية لتحضيره للمدرسة الثانوية الروسية. في سن الثامنة بدأ بوريا في دراسة التلمود، وعندما تم قبوله في المدرسة الثانوية، أصبح مهتما بالعلوم والفلسفة والتاريخ. تحت تأثير الدراسات اليهودية، غادر بوريا منزله عندما كان عمره تسع سنوات ومشى مشياً على الأقدام باتجاه أرض إسرائيل حتى وجده أصدقاؤه وأعدوه إلى منزله. عاد بوريا إلى هذه التجربة في جيل السادسة عشر.
بسبب نظرته الاشتراكية، انضم بوروخوف إلى حزب العمال الديمقراطي الاشتراكي الروسي (رسدرپ باللغة الروسية) في عام 1900 بينما كان لا يزال جالسًا على مقاعد المدرسة. من 1900 إلى 1901، أثناء وجوده في يكاترينوسلاف (من عام 1926 دنيبروبتروفسك ومن عام 2016 دنيبرو)، كان محاضرًا في اقسام العمل والطلاب. لكن موقف الحزب الروسي من المشكلة اليهودية لم يتطابق مع توقعات بوروخوف. سعى بوروخوف لدمج الاشتراكية والصهيونية، وأسس مع شيمون دوبين (شيموني) واحدة من أولى الجمعيات الصهيونية الاشتراكية پوعالي صهيون (حزب پوعالي صهيون)، الذي حضره حوالي مئه عضو. لآرائه الصهيونية، تمت إقالة بوروخوف من الحزب الاشتراكي الديمقراطي الروسي.
في السنة الأولى للحزب، إلى جانب هدفه المتمثل في المساعدة في حماية حقوق العمال اليهود، نظم الحزب في يكاترينوسلاف شركة يهودية للدفاع عن النفس ضد أعمال الشغب والمذابح التي اشتبكت مع عصابات الشغب. في عام 1902 هاجرت نادية، شقيقة بوريا، إلى نيويورك في الولايات المتحدة في عام 1902، وكتبت لوالديها رسائل نيابة عن عائلة بورو بسبب الشرطة الأوكرانا، الشرطة السرية القيصرية، التي تبعت بوروخوف. بعد المذبحة في كيشيناو في أبريل 1903، هاجر والدا بوروخوف وبقية إخوته إلى نيويورك في أغسطس 1903 باستثناء شقيقين بقيا مع بوروخوف. وفي أبريل 1904 هاجر الأخوان المتبقيان أيضًا إلى نيويورك، وبقي بوروخوف في روسيا لأسباب أيديولوجية وعقائدية.
في أعقاب قرارات المؤتمر الصهيوني العالمي السادس الذي انعقد في أغسطس 1903 بشأن الخطة الأوغندا بقيادة تيودور هرتزل، نشر بوروخوف مقالًا في مارس 1904 لصالح الصهيونية الأصلية، وفي سبتمبر 1904 انضم إلى مناحيم أوسيشكين [الإنجليزية] كمفسر صهيوني، وسافر إلى نطاق الاستيطان وبولندا للتعامل مع المنظمة الإقليمية اليهودية. عارض بوروخوف الحل في أوغندا لأنه اعتقد أنه كان من الصعب للغاية على اليهود ويعتقد أنه في أوروبا لا يمكنهم البقاء. خلال هذه الفترة، كتب بوروخوف مقالاته «حول مسألة النظرية الصهيونية» و«حول مسألة صهيون والإقليم». يعكس المقال عن «مسألة صهيون والإقليم» إيمان بوروخوف بانتمائه إلى أوسيشكين ومعسكر الصهيوني صهيون، وكان هدفه الرئيسي هو حشد النخبة المثالية من الشباب اليهودي لدفع مشروع الاستيطان اليهودي في الأرض الموعودة.
في 18 يوليو 1904، قُبض على بوروخوف لأول مرة على يد الأوكرانا للاشتباه في نشاطه الاجتماعي الديمقراطي. عندما قُبض على بوروخوف، نُقل إلى يكاترينوسلاف وبدأ تحقيقه في 20 يوليو. في 22 يوليو، وقع رئيس إدارة الدرك على قضية التحقيق، أعيد بوروخوف من يكاترينوسلاف إلى بولتافا في 5 أغسطس 1904، وأُطلق سراحه في نفس اليوم أو في اليوم التالي، عندما كان سبب الإفراج هو: «تم إلغاء التحقيق». بعد إطلاق سراح بوروخوف، كتب إلى والديه في 7 أغسطس 1904، وعذر فشله في الكتابة في وقت سابق من خلال السقوط والتواء كفه الأيمن، ولكن لاحقًا في هذه الرسالة كتب بوروخوف إلى والديه:
جملة واحدة بعد ذلك، نفى بوروخوف شائعات عن سجنه، ولكن في رسالته إلى والديه من يناير 1907، في نهاية فترة سجنه الثانية، أعلن بوروخوف أيضا عن سجنه الأول بهذه الكلمات:
مشاركة بوروخوف في المؤتمر الصهيوني السابع في عام 1905 جلبته إلى بازل كمندوب للصهاينة البولتافا. قرب افتتاح الكونغرس، شارك بوروخوف في العمليات السرية للصهيوني صهيون التي تهدف إلى ضمان فوزهم في المؤتمر ورفض برنامج أوغندا. كانت مهمة بوروخوف هي تأمين ولاء حزب پوعالي صهيون إلى أوسيشكين، الصهيوني صهيون وخطهم السياسي في المؤتمر. تم تصميم هذا النشاط لإحباط تأثير فوزروجدينيي (возрождение، ولادة جديدة)، الذين كانوا أعضاء في مجموعة مفاهيمية تشكلت بين المثقفين الصهاينة في سياق الأزمة الأوغندية، وشهدت فرصة لتوطين الأراضي في النضال من أجل الحكم الذاتي الشخصي في دول متعددة الجنسيات.
في نهاية الكونجرس، لم يعود بوروخوف إلى روسيا، لكنه انتقل إلى برلين للدراسة الأكاديمية مع زوجته ليوبا، التي تزوجها قبل المؤتمر السابع. بالإضافة إلى دراسات بوروخوف، خطط أوسيشكين لإضافة بوروخوف إلى المجلس العام الصهيوني المحدود في برلين، ولكن لم يتم تنفيذ خطته. في برلين، كتب بوروخوف مقاله عن «أهمية الطبقات الاجتماعية في المسألة الوطنية»، أطروحة تم قبولها باعتبارها واحدة من الأصول الفولاذية للفكر العمالي الصهيوني لبوروخوف، وتسلط الضوء على هيمنة التناقضات الوطنية (بين الأمم) على التناقضات الطبقية (بين العمال والبرجوازيين).
من برلين عاد بوروخوف إلى پوعالي صهيون في روسيا بسبب الثورة الروسية 1905، التي خلقت بعدًا جديدًا للآمال الديمقراطية وأعطت المصداقية للبرامج الاجتماعية الديمقراطية، إلى جانب صعود البروليتاريا اليهودية بفضل قوتها الفريدة كأمة، ووعيها الاجتماعي وتطورها الأيديولوجي، الذي درب البروليتاريا اليهودية على لعب وظائف مهمة في عملية التغيير القريب. إلى هذا، كتبت ليوبا:
في نهاية المؤتمر، نشر بوروخوف «وقائع العمال اليهود»، الصحيفة الروسي من پوعالي صهيون، الذي نُشر فيه «منصتنا».
وقع اعتقال بوروخوف الثاني مع تشتت الدوما الأولى للإمبراطورية الروسية [الروسية] في أوائل يوليو 1906. كشف النقاب الأوكرانا عن مستودع أسلحة للدفاع عن النفس في فناء إسحاق بن تسفي، طالب من بوروخوف. لم يكن بن تسفي موجودًا في المدينة في ذلك الوقت، واعتقلت الشرطة والديه وشقيقه الأصغر هارون [العبرية] وشقيقته شولاميت. وحُكم على والديه وشقيقه بالنفي في سيبيريا. بعد اكتشاف الأسلحة، فتش الأوكرانا أيضًا نظام الصحف، واعتقل بوروخوف وسكرتير النظام بوريا («الصغير») ريابتشينسكي في 22 يوليو 1906. تم احتجازهم في السجن حتى 31 ديسمبر 1906. أيضا في السجن حاضر بوروخوف للسجناء واليهود وغير اليهود، على الفلسفة، العقيدة، موسى والتلمود. حاضر بوروخوف العمال على مشاكل الاقتصاد السياسي، والفلاحين – مشاكل الأرض والإصلاح الزراعية، وكذلك يسوع المسيحي والإنجيل. بعد هذه المحاضرات، كان اسم بوروخوف معروفًا أيضًا بين الفلاحين الأوكرانيين في قراهم.
في حزب پوعالي صهيون، كان هناك قلق من أن بوروخوف سيواجه أيضًا عقوبة شديدة، مثل عائلة بن تسفي. بذل بن تسفي وأعضاء آخرون جهودًا كبيرة لرفع المبلغ اللازم للإفراج عن بوروخوف بكفالة حتى محاكمته، ومعظمهم من الولايات المتحدة، وجاء ليوبا في السجن بأموال لإطلاق سراح بوروخوف. عندما أطلق بوروخوف من السجن، كان إصبعه مؤلمة من الكتابة عناوين «الأخلاق البروليتارية» (التي لم تنشر في النهاية) من السجن ذهبت بوروخوف وليوبا إلى منزل والديها، تناول العشاء، ثم ذهبت سراً من بولتافا إلى مينسك، ومن هناك إلى فيلنيوس.

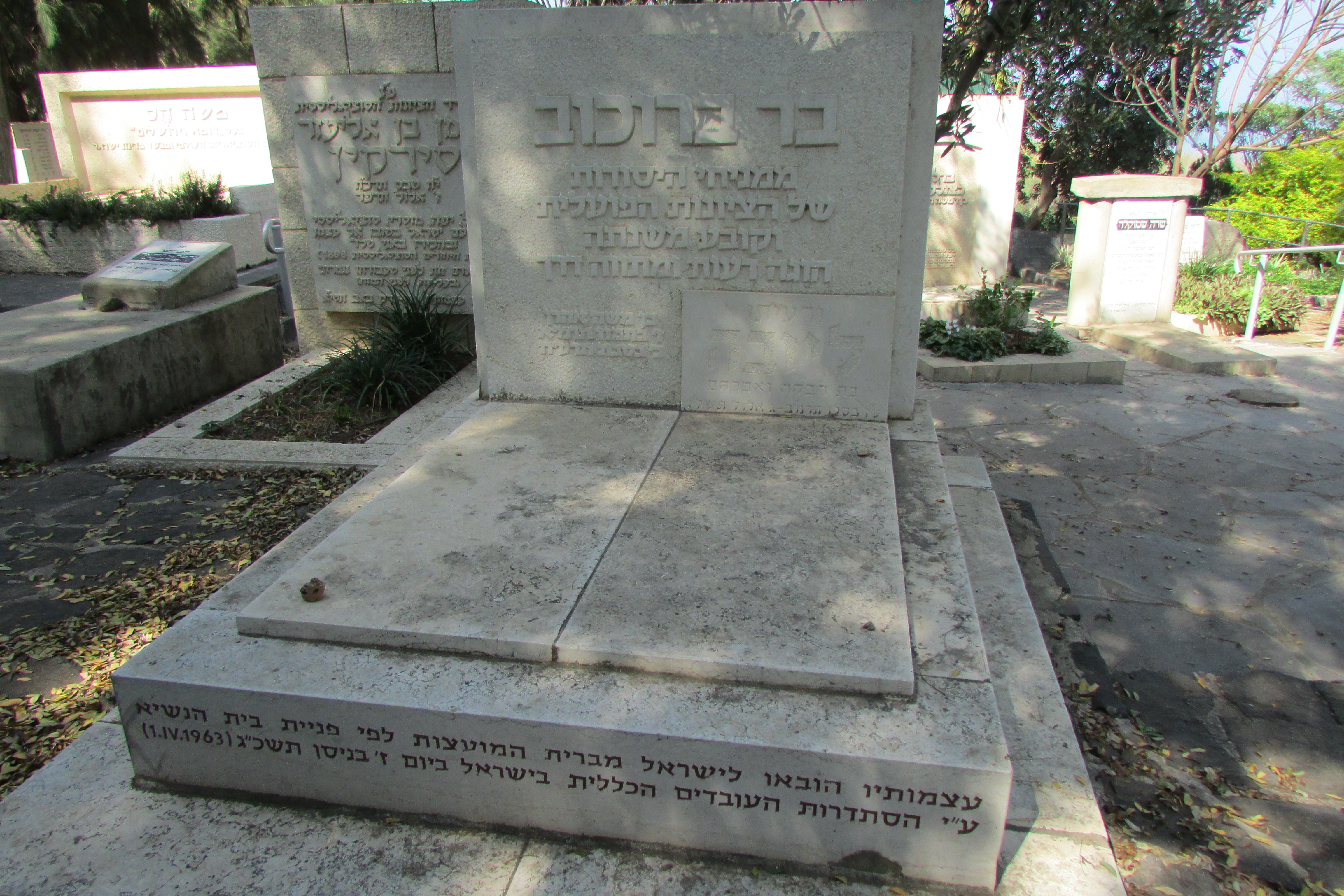
قبر بير بوروخوف وزوجته ليوبا في مقبرة "كينريت".

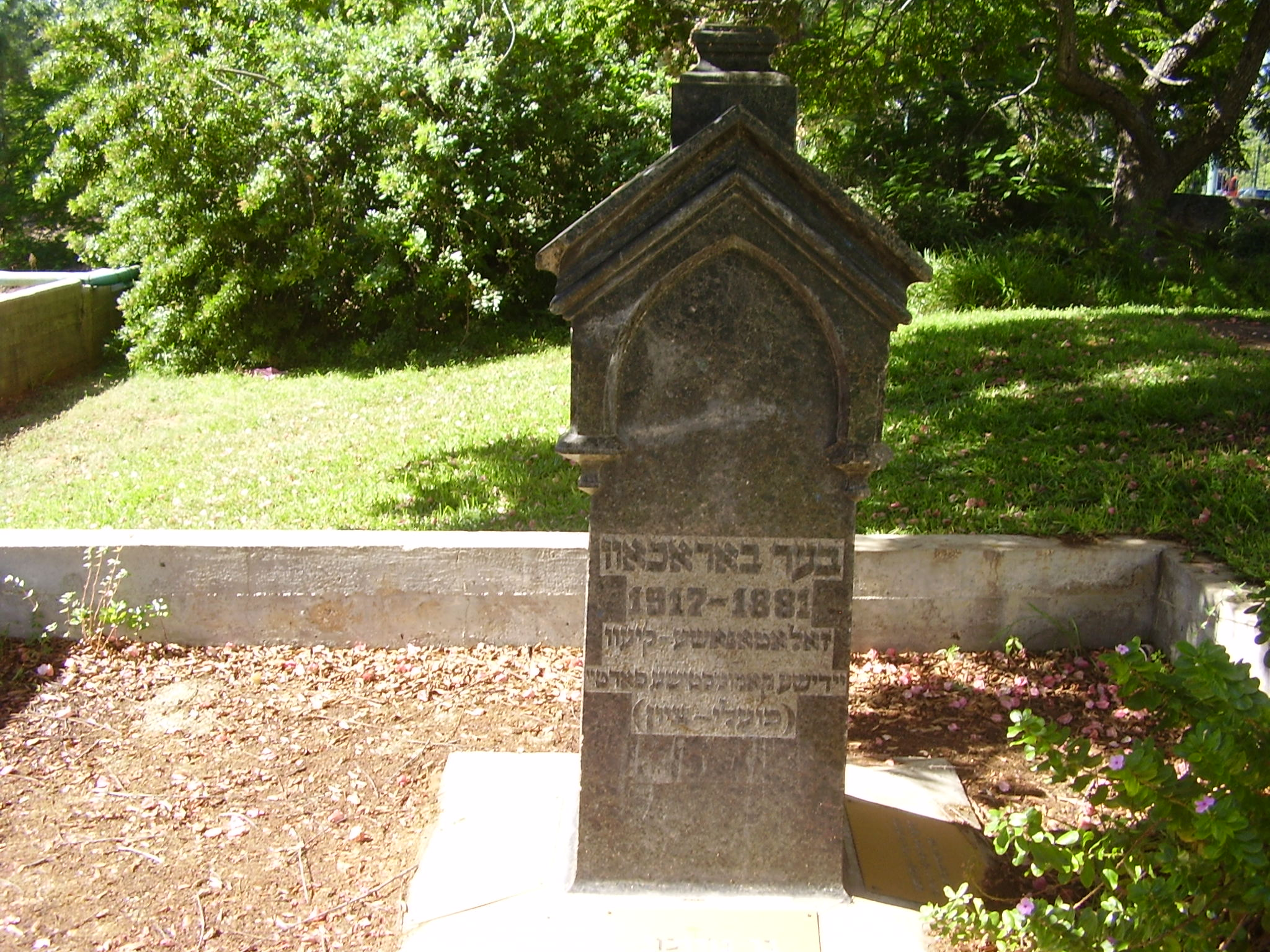
منظر من الشرق على مقدمة قبر البوروخوف في رمات إيفال.
شُيِّد القبر في كييف في عام 1917، وتم رفعه إلى إسرائيل مع عظام بوروخوف، وإيداعه في أرشيف حزب العمل، وتمركزت في إيفال. شاهدة القبر باللغة الاللغة اليديشية:
"بير بوروخوف
1881–1917
زولوتونوشا-كييف
الحزب الشيوعي اليهودي
(پوعالي صهيون)"

في منتصف عام 1907، سافر بوروخوف إلى غاليسيا للمشاركة كممثل لپوعالي صهيون في المؤتمر الثاني للحزب الكامل لحزب پوعالي صهيون الروسي الذي عقد في كراكوف في الفترة من 2 إلى 11 أغسطس 1907. من هناك، سافر بوروخوف إلى المؤتمر الصهيوني الثامن في لاهاي، وإلى المؤتمر التأسيسي للتحالف العالمي لأحزاب پوعالي صهيون، الذي انعقد في 14–20 أغسطس 1907، وتمثيل فروع پوعالي صهيون في جميع أنحاء العالم. في هذا المؤتمر، تم انتخاب بوروخوف رئيسًا لمكتبه المركزي في فيينا، وهو المنصب الذي شغله حتى وفاته، لكنه لم يعد إلى روسيا خوفًا من سجنه. بعد المؤتمر الثامن في لاهاي، انسحب الپوعالي صهيون الروسية من المنظمة الصهيونية، في مواجهة الخلاف بين الصهيونية العملية (الصهيونية بلا بلد) والصهيونية السياسية (الصهيونية مع بلد)، وعهد حزب پوعالي صهيون إلى بوروخوف بإعادة صياغة «المنصة» وفقًا لمنصة الحفلات المحدثة المعتمدة في مؤتمر الكراكوف، لكن بوروخوف انتقل إلى لياج في بلجيكا، لأن ظروف معيشتها بدت أفضل من مدينة كبيرة. في صيف عام 1909، عادت ليوبا مؤقتًا إلى بولتافا، وظل بوروخوف في لياج حتى سبتمبر 1909، عندما طلب الحزب من بوروخوف الانتقال إلى فيينا. حضر بوروخوف مؤتمرا لحزب پوعالي صهيون الروسي الذي عقد في فيينا في سبتمبر عام 1909، حيث ألقى محاضرة برنامجية حول دروس ثورة 1905.
في السنوات التالية، كرس بوروخوف جهوده لتعزيز التحالف العالمي لپوعالي صهيون، ومن 1909 إلى 1914 قام بتحرير صحيفة الحزب التي ظهرت في فيينا. كان بوروخوف مهتمًا بشكل خاص بأنشطة العمال الصهاينة في إسرائيل، وتعاطفًا مع رغبتهم في أن يصبحوا من العمال المستأجرين إلى أعضاء المزرعة التعاونية، وكان أحد مؤسسي ومديري «صندوق عمال أرض إسرائيل»، الذي ينتمي إلى التحالف العالمي لپوعالي صهيون. خلال عام 1910، تمت مناقشة اقتراح بوروخوف بالهجرة إلى إسرائيل وإدراجه في صحيفة «الوحدة»، لكن هذه الخطة لم تؤت ثمارها بسبب مخاوف بوروخوف من أن دراساته في الفلسفة والاقتصاد اليهودي ستنتهي، بسبب الافتقار إلى المكتبات في أرض إسرائيل، وكذلك بسبب موقف بوروخوف من الانفصال عن الكيان الصهيوني. في يوليو 1910، انضم ليوبا إلى بوروخوف، وقرروا معًا تأجيل رحلتهم إلى أرض إسرائيل بسبب بدء دراسات ليوبا في جامعة فيينا.
عندما اندلعت الحرب العالمية الأولى في أوروبا في 1 أغسطس 1914، اضطر بوروخوف إلى الانتقال إلى ميلانو في إيطاليا، بعد أن أخبر ضابط الشرطة النمساوي بوروخوف: «لقد أصبح العالم مجنونًا»، وأوضح لبوروخوف أنه لن يُسمح له بمواصلة علاقاته مع بلدان أخرى من فيينا، وسيتم منعه من إرسال أي خطابات ومقالات. في 16 نوفمبر 1914، أبحر بوروخوف مع زوجته وابنته من جنوة، وفي 1 ديسمبر 1914، وصل إلى نيويورك، حيث عاش في برونكس ثم في بروكلين حتى اندلعت الثورة في روسيا. عندما اندلعت الثورة في عام 1917، عاد بوروخوف إلى روسيا لتشكيل مطالب اليهود لفترة ما بعد الثورة، ولتوحيد التيارات المختلفة بين عمال صهيون.
مباشرة بعد ثورة أكتوبر، في ديسمبر 1917، خلال جولة لپوعالي صهيون، توفي بوروخوف في كييف من التهاب رئوي في سن السادسة والثلاثين.
ترك بوروخوف خلف زوجته، ليوبا، وطفليه، شوشانا وداود، الذين هاجروا إلى إسرائيل الانتدابية عام 1925 وعاشوا في تل أبيب.

## أفكاره
كان بوروخوف المنظر، وكان له تأثير كبير على الحركة العمالية الصهيونية. كانت تعاليمه، التي تسمى البوروخوفية، تستند إلى التكامل من الصهيونية مع الاشتراكية الماركسية. كانت إحدى الأفكار الأساسية لبوروخوف هي فكرة الهرم المعاكس: توطين اليهود في المنفى في مهن غير منتجة إلى جانب تركيزهم في المجتمعات، في حين كانت نسبة اليهود في المهن المنتجة هي الأصغر نسبةً إلى بقية السكان. كان هذا الجزء الصغير نتيجة للمنافسة الوطنية مع اليهود. نتيجة لذلك، كان هناك اغتراب اجتماعي تجاه اليهود، والتي سوف تسبب كارثة. هذا الاغتراب يستلزم هجرة جماعية لليهود إلى أرض إسرائيل، والتي ستحدث بطريقة شاملة وعفوية باعتبارها «عملية لا يمكن وقفها» بسبب التعديل الاقتصادي والتنموي الإسرائيل مع جمهور المهاجرين.

## إحياء ذكرى له في إسرائيل

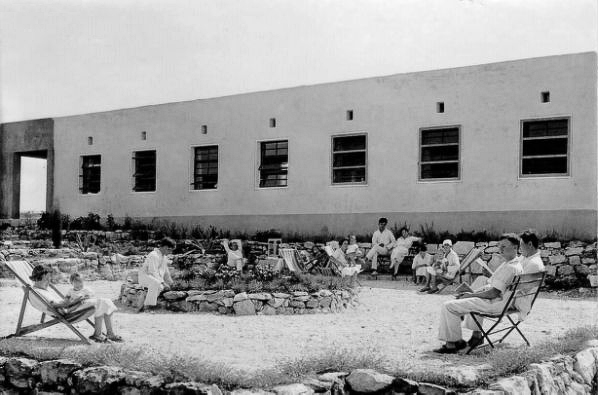
بوروخوف ريكفري هاوس، حيفا 1935.

في ربيع عام 1963، تم إحضار عظام بوروخوف إلى إسرائيل ودُفنت في 3 أبريل 1963 في مقبرة «كينريت» في مجموعة كينريت [الفارسية]، إلى جانب قادة آخرين من الحركة العمالية، بما في ذلك بيرل كاتزنلسون [الإنجليزية]، نحمان سيركين وموزس هس. تم نقل القبر الأصلي من كييف إلى ندوة إيفال، التي تقع في رمات إيفال [الإنجليزية].
في جفعاتايم، هناك شارع، حي، مدرسة ابتدائية وقاعدة للشباب العامل منذ العشرينات، اسمه بوروخوف. شارع بوروخوف هو الشارع الرئيسي في حي بوروخوف (أول حي يعمل في إسرائيل)، والذي يضم مدرسة بوروخوف، أول مدرسة في المدينة.
في حي احوزة في حيفا، توجد قطعة أرض تابعة للخدمات الطبية، الذي كان مصحة «بوروخوف». وبدلاً من هذا المنزل الذي تم نقاهة، تم بناء مستشفى الكرمل الذي تم افتتاحه في عام 1976.
في كيبوتس مشمار هنيغف، تم بناء منزل ثقافي في ذاكرته، دعي أفراد عائلته لحفل حجر الأساس، وعشرات من تحية برقية جاءت من المؤسسات والشخصيات العامة في يوم الاحتفال.
توجد الشوارع بوروخوف في حيفا، تل أبيب، القدس، العفولة، نهاريا، الخضيرة، نتانيا، هرتسليا، رعنانا، كفار سابا، بتاح تكفا، بتاح تكفا، بني براك، الرملة، حولون، بات يام، أسدود، عسقلان وبئر السبع.

## روابط خارجية
- جعفر الخابوري (23 أكتوبر 2009). "تاريخ الصهيونية في روسيا". zmzmzm.wordpress.com. مؤرشف من الأصل في 2020-02-09. اطلع عليه بتاريخ 2020-02-09.
- د. زهيـر الذوادي (10 ديسمبر 2018). "فلسفة اللاعنف والمسألة الصهيونية (تولستوي وغاندي)". www.nizwa.com. مؤرشف من الأصل في 2020-02-09. اطلع عليه بتاريخ 2020-02-09.